# Sebastián Auger
Sebastián Auger Duró (Barcelona, 4 de noviembre de 1937-Barcelona, 1 de abril de 2002) fue un empresario de prensa español especialmente conocido por ser el propietario de importantes cabeceras de diarios de Madrid y Barcelona -Mundo Diario, Tele-Exprés, Informaciones- de orientación progresista al final de la época franquista y durante la transición española. En 1966 creó el que denominó "Grupo Mundo".

## Biografía
Nacido en Barcelona en 1937, realizó estudios de derecho en la Universidad de Barcelona y comenzó ejerciendo como abogado matrimonialista. Posteriormente realizó estudios de ciencias políticas y económicas en la Universidad de Madrid. Allí intentó entrar, sin éxito, en la Escuela Oficial de Periodismo.
Sus primeros negocios fueron inmobiliarios. Empezó a partir de un solar regalado por sus suegros con motivo de su boda con Rosa Nebot con quien tuvo seis hijos. El éxito en estos negocios inmobiliarios en la década de 1960 fueron la base económica que le permitió lanzarse a la aventura periodística. Fue delegado de Hacienda en el Ayuntamiento de Barcelona en la época en la que fue alcalde José María de Porcioles y entre 1961 y 1973 perteneció al Opus Dei.

### Negocios periodísticos
Utilizando su fortuna familiar inició su trayectoria editorial a partir de 1967. La orientación progresista que dio a sus diarios le creó la fama de empresario de izquierdas, filiación que él siempre rechazó. Se definió como liberal, y aseguró que su modelo era el empresario francés Jean-Jacques Servan Schreiber. 
Creó el Grupo Mundo inicialmente en torno al semanario de información internacional Mundo que adquirió en julio de 1967 a su fundador Vicente Gállego. Luego se lanzó a la aventura de la prensa diaria, haciéndose cargo de Diario Femenino para convertirlo en Mundo Diario, un periódico con información clave para hacer el seguimiento histórico de la transición española.
El grupo contaba también con la editorial Dopesa y unos talleres de prensa. Más tarde, Auger se embarcó en proyectos vinculados a las cabeceras Catalunya Express, un proyecto con la pretensión de introducir en España el modelo de los tabloides populares en Gran Bretaña, en Barcelona, Tele-Expres -adquirido al grupo Godó en 1979-  Informaciones, en Madrid, y el periódico deportivo 4-2-4  así como el Diario Regional en Valladolid e Informaciones en Madrid. Llegó a concentrar en sus manos un imperio periodístico.
En paralelo a su actividad como editor de prensa, Auger creó un club de debates que durante los últimos años del franquismo llevó al edificio sede del Grupo Mundo, en la calle de Cardenal Reig de Barcelona, a destacadas personalidades políticas de la izquierda o liberales. Desde esta tribuna habló Josep Tarradellas por teléfono, todavía desde el exilio, a los asistentes a un debate. Y en esta tribuna hizo su primera aparición pública el entonces secretario general del PCE Santiago Carrillo. También invitó a su club de opinión a varios de los principales dirigentes del PSUC, incluido su secretario general, Gregorio López Raimundo.
La aventura acabó en suspensión de pagos dado que muchos de estos periódicos no resultaban rentables. En 1980 su grupo empresarial quebró con un pasivo de unos 2.000 millones de pesetas de la época, que llevó al cierre de sus publicaciones, dejó en la calle a 600 trabajadores y le obligó a marchar al extranjero en 1982 para eludir varias acusaciones de estafa. Vivió durante tres años en Estados Unidos y México. Buscado por la justicia, regresó voluntariamente a España en 1986. En 1989 fue condenado a un año de cárcel del que pasó 13 días entre rejas por una de las acusaciones de menos importancia entre las que tenía pendiente.
Falleció en Barcelona el 1 de abril de 2002 a consecuencia de un derrame cerebral.